# Auglaize megye
Auglaize megye az Amerikai Egyesült Államokban, azon belül Ohio államban található. Megyeszékhelye Wapakoneta. Lakosainak száma 46 422 fő (2020. április 1.). Auglaize megye Allen, Shelby, Mercer, Darke, Logan, Hardin és Van Wert megyékkel határos.

## Népesség
A megye népességének változása:
| Lakosok száma | 45 937 | 45 806 | 45 869 | 45 920 | 45 876 | 46 422 |
|               | 2010   | 2011   | 2012   | 2013   | 2015   | 2020   |